# Peromyscus spicilegus
Peromyscus spicilegus es una especie de roedor de la familia Cricetidae.

## Distribución geográfica
Se encuentra sólo en México. 